# Поле его мечты
«Поле его мечты» (англ. Field of Dreams — «Поле чудес») — мистическая семейная драма Фила Олдена Робинсона 1989 года, экранизация романа Уильяма Патрика Кинселла «Босоногий Джо» (Shoeless Joe) 1982 года. Номинация на премию «Оскар» в трёх категориях. Картина стала последней работой в кино для Берта Ланкастера.
В 2017 году включён в Национальный реестр фильмов, обладая «культурным, историческим или эстетическим значением». По версии Американского института киноискусства картина занимает ряд мест: 39-е место в списке 100 киноцитат («Если ты построишь это, они придут»), 28-е место в 100 вдохновляющих фильмов, 6-е место в «10 лучших фэнтези-фильмов» списка 10 фильмов из 10 жанров.

## Сюжет
Главный герой, Рэй Кинселла (Кевин Костнер), фермер из Айовы, рассказывает о своей семье — его отец Джон родился в Северной Дакоте в 1896 году в ирландской семье, впервые увидел большой город, вернувшись с войны из Франции в 1918-м. Жил в Чикаго, увлекался бейсболом. В 1919 году члены команды были осуждены за намеренное поражение после получения взятки. Джон переехал в Бруклин в 1935-м, в 1938-м женился, работал в доках. Рэй родился в 1952-м. Когда ему было три года, его мать умерла. Отец рассказывал Рэю об известном бейсболисте Джо Джексоне по прозвищу «Босоногий Джо». Рэй болел за Бруклин, но в 1958-м «Dodgers» уехали, и местная легенда исчезла. Он поступил в Беркли, официально изучал английский и литературу, неофициально — «занимался 60-ми годами»: принимал участие в демонстрациях, курил траву, пытался полюбить музыку, познакомился с Энни (Эми Мэдиган) из Айовы. Они поженились в июле 74-го, отец умер той же осенью. У пары родилась дочь Карин (Габи Хофман). Энни уговорила его купить ферму. Сейчас ему 36 лет, он любит бейсбол, и до того, как не услышал голос в голове, не делал никаких безумств.
Однажды, гуляя в кукурузном поле, он слышит: «Если ты построишь это — они придут». Ни Энни с Карин, ни знакомые не верят ему. Рэй, увидев на несколько мгновений бейсбольное поле и Босоногого Джо, решает, что он должен построить его на месте посадок. Энни говорит, что Джо умер в 1951 году. Рэй говорит ей, что не хочет стать таким же, как его отец, которого он не может простить за то, что тот так быстро состарился, мечтавшего, но не стремящегося к желаемому. Жена поддерживает супруга в его желании.
Соседи с удивлением наблюдает, как Рэй расчищает поле на тракторе. Тот рассказывает дочери о происхождении прозвища Джексона — тот играл в одних носках для удобства. В 1919 году он и ещё 7 человек чикагской команды «White Socks» были пожизненно дисквалифицированы за взятку и проигрыш. Джо, которого отец Рэя мельком увидел спустя годы после этого, располнел, но не потерял хватку. Энни говорит, что из-за расчистки части поля им будет тяжело содержать ферму. Ночью Рэй и Энни видят Босоного Джо (Рэй Лиотта), осматривающего готовое поле. Рэй подходит к нему, Джо кивает и молча предлагает сыграть. Рэй подаёт мячи битой, Джо подбирает их. Тот говорит, что после дисквалификации чувствовал себя как старик калека, неспособный почесать ампутированную ногу. Игра продолжается — Джо отбивает мячи, ни разу не промахнувшись. Рэй знакомит бейсболиста с семьёй, тот не может покинуть пределы поля. На вопрос Джо, могут ли другие прийти, Рэй отвечает согласием, после чего тот растворяется в зарослях.
На семейном ужине шурин Рэя Марк (Тимоти Басфилд) предлагает тому продать участок, дабы избежать банкротства. На площадку кроме Джо приходят ещё семеро — другие легендарные умершие игроки, которые по тем или иным причинам оказались отлучены в своё время от бейсбола и преждевременно завершили карьеру, а теперь рады вновь заняться любимым делом. Марк, его жена Би и тёща не видят игроков, тех видят только Рэй, Энни и Карин. Один из игроков говорит Рэю, что не курил уже 18 лет. Вечером бейсболисты уходят. Голос говорит Рэю: «Облегчи его боль».
На городском совете множество людей требуют руководство запретить изучение книг Терренса Манна (Джеймс Эрл Джонс), называя того коммунистом-онанистом, а книги — порнографическими, пропагандирующими промискуитет, смешение рас, высмеивающих законы США. Его творчество пытаются запретить с 1969 года. Энни защищает писателя, вступая в перепалку с ярой противницей Манна, называя её «нацистской коровой, сжигающей книги», та оскорбляет её мужа. Раздаются скромные аплодисменты. Супруги понимают, что голос имел в виду Терренса Мэна, Рэй начинает поиски отошедшего от дел писателя. Рэй узнаёт, что Манн занимается написанием курсов для детей, а в детстве мечтал сыграть с легендами бейсбола. Супругам приснился один и тот же сон — Рэй присутствует с писателем на матче. Проехав полторы тысячи километров и заплатив местному парню из района проживания экс-писателя, Рэй приходит к тому домой, но получает нерадушный приём. Рэй делает ещё одну попытку, делая вид, что вооружён пистолетом, Манн двигается на того с ломом. Рэй говорит о цели визита — он хочет пригласить Терренаса на матч «Red Socks» против «A’s», говорит, что тот использовал имя его отца в одном из рассказов, напоминает, как тот хотел побывать на бруклинском поле до того, как то снесли. Манн соглашается. Он говорит, что если начнёт писать вновь после 17 лет затишья, его попросту сожрут. Голос говорит: «Иди дальше», на табло ненадолго появляется имя Арчибальда «Лунного света» Грэхэма из Миннесоты, сыгравшего единственную игру за команду «Нью-Йоркские гиганты» в 1922 году, которое видит только Рэй. Манн признаётся, что тоже видел имя на табло и тоже слышит голос. Вместе они едут в Миннесоту на поиски Грэхэма.
Энни не решается сообщить мужу по телефону о продаже участка не без помощи своего брата. Грэхэм, пошедший по стопам отца, ставший врачом и дававший клиентам билеты на бейсбол, умер в 1972 году. В баре один из завсегдатаев рассказывает подробности жизни «Лунного света» — тот ходил с зонтом, чтобы «отбиваться от поклонниц». В газете Манн читает о своём исчезновении и решает позвонить беспокоящемуся сыну, с улыбкой вопрошая, что тому сказать. Отправившись на прогулку, Рэй замечает листовку, агитирующую голосовать за Никсона, у входа в кинотеатр — фильм «Крёстный отец», и понимает, что перенёсся на 16 лет назад. Он замечает старика с зонтиком — доктора Грэма (Берт Ланкастер), которого уже 50 лет никто не называл «Лунным светом». Тот приводит Рэя в рабочий кабинет и рассказывает о своём единственной матче — был последний день сезона, его вызвали на позицию бэттера (бьющего), но когда отозвали, он отказался уйти с поля. Он мечтает вновь сыграть в бейсбол, но отказывается ехать с Рэем. Ночью Энни сообщает Рэю о том, что банк продал документы её брату и его партнёрам, и что если они не продадут ферму, Марк подаст на них в суд. Манн решает ехать с Рэем в Айову.
По дороге они подбирают парня (Фрэнк Уэйли), увлекающегося бейсболом. С удивление они узнают его имя — Арчи Грэм. Рэй рассказывает Манну, что в 14 лет, прочитав его книгу, он больше не хотел играть с отцом в бейсбол, а в 17 поссорился с ним, сказав, что никогда не сможет уважать человека, герой которого — преступник Босоногий Джо. уехал. Они так и не успели помириться, о чём он сожалеет. По прибытии на ферму те замечают разминающихся бейсболистов, Манн знакомится с Босоногим Джо. Арчи замечает Смоки Джо Вуда, Мэва Опа и Гила Хаджеса и с радостью присоединяется к остальным. Арчи дважды пропускает мяч, Джексон говорит, что следующий будет «сильный вниз», тому удаётся отбить мяч. Рэй, улыбаясь, кивает ему.
Игра длится целую ночь и утро. Днём приезжает Марк и проходит мимо пустого для него поля. Карин предлагает организовать матч, чтобы зрители могли вспомнить своё детство, Терренс поддерживает идею, в отличие от Марка. Игроки ждут решения, Рэй, слыша голос: «Ну, Рэй!», отказывается подписать бумаги. В ходе мимолётной потасовки Карин падает с трибуны. Арчи, бросив перчатку, преображается в пожилого доктора, переступает край поля и осматривает дочь Рэя, которая не пострадала. Несмотря на то, что назад он уже вернуться не может, Грэхэм не расстраивается, благодарит Рэя и уходит, ободряемый бейсболистами. Напоследок Босоногий Джо говорит, что тот хорошо играл, Арчибальд молча скрывается в зарослях. Увидевший доктора Марк меняет своё мнение. Джексон зовёт Манна с собой, Рэй злится, что приглашают не его. Манн одобряет его, говоря, что если он пойдёт, то получится отличный рассказ. Они прощаются, Терренс, немного замешкавшись, заходит в заросли. Босоногий Джо произносит первую фразу голоса из начала фильма. Игрок, ловящий мячи, снимает маску. Им оказывается молодой Джо Кинселла, отец Рэя. Слышится: «Облегчи его боль. Иди дальше». Босоногий Джо даёт понять, что голосом в голове Рэя был его собственный, внутренний. Рэй знакомит своего будущего отца с невесткой и внучкой. Как и Босоногий Джо, Джон спрашивает, Рай ли это, Рэй отвечает, что это Айова. Напоследок они вновь играют после стольких лет. В концовке бесконечная вереница машин следует к бейсбольному полю. Последняя фраза титров: «…Для наших родителей.»

## В ролях
- Кевин Костнер — Рэй Кинселла, фермер
- Рэй Лиотта — «Босоногий» Джо Джексон (англ. Shoeless Joe Jackson)
- Берт Ланкастер — Арчибальд «Лунный свет» Грэхэм (англ. Moonlight Graham) (в старости)
- Эми Мэдиган — Энни Кинселла, жена Рэя
- Джеймс Эрл Джонс — Терренс Манн, писатель
- Тимоти Басфилд — Марк, шурин Рэя
- Фрэнк Уэйли — Арчибальд «Арчи» Грэхэм (англ. Moonlight Graham) (в юности)
- Габи Хофман — Карин Кинселла, дочь Рэя
- Ферн Персонс — мать Энни Кинселлы

## Память
В честь 30-летия выхода картины MLB анонсировала матч между «Нью-Йорк Янкис» и «Чикаго Уайт Сокс» на фермерском поле в Айове, который из-за COVID-19 был перенесён на август 2021 года.

## Телесериал
Летом 2021 года стриминговый сервис Peacock (стриминговый сервис) дал зелёный свет созданию сериала на основе фильма, над проектом будет работать продюсер Майкл Шур. В июле 2022 года сервис заявил об отказе от проекта, Universal Television начало поиск потенциальных покупателей.

## Номинации
- «Оскар» (1990):
  - Лучший фильм (Чарльз Гордон), Лоуренс Гордон)
  - Лучший адаптированный сценарий (Фил Олден Робинсон)
  - Лучшая музыка (оригинальный саундтрек) (Джеймс Хорнер)
- «Сатурн» (1991):
  - Лучший фильм-фэнтези (Чарльз Гордон), Лоуренс Гордон)
  - Лучший сценарий (Фил Олден Робинсон)